# Bajmak (Rusija)
Bajmak (ruski: Баймак, baškirski:Баймаҡ, (Baymaq)) je grad u jugoistočnom dijelu Baškirije (Rusija). Nalazi se na rijeci Tanaljk, 489 km južno od glavnog grada republike Ufe.

## Povijest
Grad je dobio ime po Baimaku Bikbulatovu koji je bio aktivni sudionik Baškirske pobune 1755. godine u toj pobuni naselje je spaljeno. Naselje Tanaljkovo-Bajmak osnovano je 1748., izvorni naziv je prema rijeci Tanljak.  Godine 1928. naselje je pretvoreno u radno selo, grad regionalnog značaja postaje 1938., 1992. grad nacionalnog značaja, da bi u ožujku 1994. godine, dekretom predsjednika grad i regija postali administrativno-teritorijalna jedinica.

## Demografija
Prema popisu stanovništva iz 1931. godine u Bajmaku je živjelo 6.100 stanovnika, najviše stanovnika u svojoj povijesti 20.200 grad je imao 1947. godine. Broj stanovnika od 1992. pa sve do 2016. kreće se oko 17.000.
Prema popisu stanovništva 2010.  Baškirci čine 71,6 %, Rusi 21,3 %, Tatari 5, 1% stanovništva, dok je ostalih nacionalnosti 2 %.

## Vanjske poveznice
- Službena stranica (rus.)